# Tempesta tropicale Delta
La tempesta tropicale Delta è stata una tempesta tropicale che colpì le Isole Canarie e Madera tra il 22 e il 29 novembre 2005. Formatasi nel Golfo di Guinea, i venti che la costituivano raggiunsero quasi i 250 km/h e causarono la morte di 7 persone e la dispersione di 12, insieme alla caduta della parte superiore del Dedo de Dios, uno dei simboli dell'isola di Gran Canaria.